# Леви, Клиффорд
Клиффорд Леви (англ. Clifford J. Levy; род. 15 июля 1967 года) — американский журналист, двукратный лауреат Пулитцеровской премии в номинациях за выдающееся расследование 2003 года и за международный репортаж 2011 года.

## Биография
Через год после окончания Принстонского университета в 1989-м Клиффорд Леви присоединился к редакции The New York Times. Вначале он освещал региональную политику и работу местных органов исполнительной власти. Например, он расследовал финансирование избирательных кампаний Нью-Йоркских политиков. Перейдя в отдел журналистских расследований, он в течение года вёл проект «Сломанные дома», который разоблачал случаи жестокого обращения с душевнобольными в регулируемых государством учреждениях Нью-Йорка.
К 2006 году Леви перешёл в штат международного отдела газеты и возглавил московское отделение New York Times, где освещал политическую обстановку в России и ситуацию в бывших советских республиках. Например, он вёл проект «Правила Кремля», посвящённый подавлению демократии в России при президенте Владимире Путине. Его работу высоко оценило журналистское сообщество за новаторское использование переведённых текстов для представления российского общественного мнения. Вскоре после отъезда из России в 2011 году Леви описал опыт его детей в российских школах в серии статей. Он также был продюсером сопроводительных видеоматериалов, которые были отмечены Американским обществом редакторов журналов.
В 2011 году журналист занял пост заместителя городского редактора, в качестве которого он курировал журналистские расследования, а также специализируется на социальных сетях. Среди прочего, в 2014—2016 годах он возглавлял команду разработчиков приложения NYT Now. После непродолжительной работы заместителем управляющего редактора, отвечающим за цифровые платформы издания, он стал редактором городских новостей New York Times в 2018 году. За время своей карьеры журналист также писал для United Press International.

## Награды
Леви является двукратным лауреатом Пулитцеровской премии: в 2003 году наградой была отмечена серия его репортажей о жестоком обращении с душевнобольными в государственных больницах Нью-Йорка, в 2011 году — его совместный с Эллен Барри материал «Выше закона» о правах человека и свободе слова в России. Также он отмечен другими наградами, в том числе тремя Премиями Джорджа Полка, Премией Клуба зарубежных корреспондентов и Национальной журнальной премии.

## Личная жизнь
Клиффорд Леви женат на режиссёре документальных фильмов Джулии Дресснер, пара имеет трёх детей.